# Nguyễn Văn Thể
Nguyễn Văn Thể (sinh ngày 27 tháng 11 năm 1966) là một chính trị gia người Việt Nam. Ông nguyên là Bí thư Đảng ủy Khối các cơ quan Trung ương. Ông từng là Bộ trưởng Bộ Giao thông Vận tải Việt Nam, đại biểu Quốc hội Việt Nam khóa XIV nhiệm kì 2016–2021 thuộc đoàn đại biểu quốc hội tỉnh Sóc Trăng. Ông từng là Thứ trưởng Bộ Giao thông Vận tải Việt Nam (2013–2015). Trong Đảng Cộng sản Việt Nam, ông Nguyên là Ủy viên Ban Chấp hành Trung ương Đảng Cộng sản Việt Nam khóa XIII, từng là Bí thư Tỉnh ủy Sóc Trăng, Trưởng đoàn Đại biểu Quốc hội tỉnh Sóc Trăng nhiệm kỳ 2015–2017.

## Thân thế
Ông sinh ra trong một gia đình nông dân tại Trường Xuân, Tháp Mười, Đồng Tháp. Ông hiện cư trú ở phường Thảo Điền, thành phố Thủ Đức, Thành phố Hồ Chí Minh.

## Giáo dục
- Giáo dục phổ thông: 12/12[3]
- Từ tháng 9 năm 1983 đến tháng 9 năm 1989, ông là Sinh viên tiếng Nga, sau đó là sinh viên trường Đại học Cầu đường Liên Xô.[4]
- Năm 1984, ông được cử sang học đại học tại Trường Đại học Giao thông Đường bộ Moskva, Liên Bang Xô Viết.
- Năm 1989, ông tốt nghiệp đại học và được trao bằng Kỹ sư Xây dựng.
- Tháng 11 năm 1998, ông được cử làm Nghiên cứu sinh Phó tiến sĩ tại Trường Đại học tổng hợp kỹ thuật Quốc gia Đường bộ Moskva, Liên bang Nga.[4]
- Tháng 8 năm 2001, ông bảo vệ thành công luận án phó tiến sĩ 189 trang tại Trường Đại học Giao thông Đường bộ Moskva và được trao bằng Phó tiến sĩ chuyên ngành Thiết kế và xây dựng đường, tàu điện ngầm, sân bay, cầu và hầm giao thông.[4] Luận án của ông có tiêu đề "Thiết kế các yếu tố của mặt cắt ngang của xa lộ hai chiều có tính đến chuyển động của xe máy và xe đạp trong các điều kiện của Việt Nam" .[5]
- Năm 2004, ông được cử đi học Cao cấp lý luận chính trị tại Học viện Chính trị Quốc gia Hồ Chí Minh, Hà Nội.

## Sự nghiệp

### Công tác ở tỉnh Đồng Tháp
- Năm 1989, sau khi tốt nghiệp đại học và về nước, ông được phân công công tác tại Công ty Dịch vụ thiết bị vật tư Giao thông – Thủy lợi huyện Tháp Mười, tỉnh Đồng Tháp.
- Năm 1992, ông được điều chuyển về Phòng Giao thông Công chánh huyện Tháp Mười, tỉnh Đồng Tháp.
- Năm 1993, ông được kết nạp vào Đảng Cộng sản Việt Nam ngày 3 tháng 2.
- Năm 1995, ông được phân công về Xí nghiệp Khảo sát Thiết kế giao thông tỉnh Đồng Tháp.
- Năm 1996, ông được bổ nhiệm làm Phó Giám đốc Xí nghiệp Khảo sát Thiết kế giao thông tỉnh Đồng Tháp.
- Năm 2001, sau khi bảo vệ thành công Luận án Tiến sĩ và về nước, ông được phân công về công tác tại Công ty Tư vấn Xây dựng giao thông tỉnh Đồng Tháp với chức vụ Phó Giám đốc.
- Năm 2004, ông được điều động về Sở Giao thông vận tải Đồng Tháp.
- Năm 2005, ông được bổ nhiệm vào chức vụ Phó Giám đốc Sở Giao thông vận tải Đồng Tháp.
- Năm 2010, ông được điều động, luân chuyển làm Phó Bí thư Huyện ủy Tân Hồng. Sau đó, tại Đại hội Đảng huyện Tân Hồng, nhiệm kỳ 2010-2015, ông được bầu làm Bí thư Huyện ủy[6], tại Đại hội Đảng tỉnh Đồng Tháp, nhiệm kỳ 2010–2015, ông được bầu làm Ủy viên Ban Thường vụ Tỉnh ủy.
- Năm 2011, tại Đại hội Đảng Cộng sản Việt Nam lần thứ XI, nhiệm kỳ 2011–2016, ông được bầu làm Ủy viên dự khuyết Ban Chấp hành Trung ương Đảng Cộng sản Việt Nam[7]. Sau đó, ông được bầu làm Đại biểu Hội đồng nhân dân huyện Tân Hồng nhiệm kỳ 2011–2016.
- Năm 2012, ông được Hội đồng nhân dân tỉnh bầu làm Phó Chủ tịch Ủy ban nhân dân tỉnh Đồng Tháp [8].

### Thứ trưởng Bộ Giao thông Vận tải Việt Nam
- Năm 2013, ông được Thủ tướng Chính phủ Việt Nam bổ nhiệm làm Thứ trưởng Bộ Giao thông Vận tải[9].

### Bí thư tỉnh ủy Sóc Trăng khóa 13
- Năm 2015, tại Đại hội Đảng tỉnh Sóc Trăng lần thứ XIII, nhiệm kỳ 2015–2020, ông được Bộ Chính trị Đảng Cộng sản Việt Nam chỉ định làm Bí thư Tỉnh ủy Sóc Trăng[10]
- Năm 2016, tại Đại hội Đảng Cộng sản Việt Nam lần thứ XII, nhiệm kỳ 2016–2021, ông được bầu làm Ủy viên Ban Chấp hành Trung ương Đảng Cộng sản Việt Nam[11].

### Đại biểu Quốc hội Việt Nam khóa 14
- Năm 2016, tại cuộc bầu cử Quốc hội và Hội đồng nhân dân các cấp, ông đã trúng cử làm Đại biểu Quốc hội khóa XIV[12] và Đại biểu Hội đồng nhân dân tỉnh Sóc Trăng nhiệm kỳ 2016–2021.[13]
- Năm 2016, ông được bầu làm Trưởng đoàn Đại biểu Quốc hội tỉnh Sóc Trăng khóa XIV, nhiệm kỳ 2016–2021.
- Ngày 26 tháng 8 năm 2019, tại Nghị quyết 749//NQ-UBTVQH14, Ủy ban thường vụ Quốc hội Việt Nam đã quyết nghị ông Nguyễn Văn Thể thôi làm thành viên Ủy ban Tài chính, Ngân sách của Quốc hội để tập trung chỉ đạo công việc của Bộ Giao thông vận tải.[14]

### Bộ trưởng Bộ Giao thông Vận tải Việt Nam
Ngày 24/10/2017, ông được miễn nhiệm chức vụ Bí thư Tỉnh ủy Sóc Trăng sau khi cựu Tổng Thanh tra Chính phủ Phan Văn Sáu được Bộ Chính trị phân công giữ chức Bí thư Tỉnh ủy Sóc Trăng thay thế ông.
Sáng ngày 26 tháng 10 năm 2017, ông được Quốc hội Việt Nam khóa 14 phê chuẩn chức vụ Bộ trưởng Bộ Giao thông Vận tải Việt Nam (461 trong số 466 đại biểu có mặt đồng ý, bằng 98,93% đại biểu có mặt, và bằng 93,89% tổng số đại biểu Quốc hội là 491 người) thay ông Trương Quang Nghĩa được Bộ Chính trị phân công làm Bí thư Thành ủy Đà Nẵng.
Chiều ngày 26 tháng 10 năm 2017, Chủ tịch nước Trần Đại Quang kí quyết định số 2185/QĐ-CTN bổ nhiệm ông làm Bộ trưởng Bộ Giao thông vận tải, quyết định có hiệu lực từ ngày kí. Ông là người trẻ nhất sau 41 năm trước đó khi giữ chức vụ này.
Ngày 25 tháng 12 năm 2017, Nguyễn Văn Thể được bổ nhiệm giữ chức vụ Phó trưởng ban Thường trực Ban Chỉ đạo nhà nước các công trình, dự án trọng điểm ngành giao thông vận tải.
Ngày 30 tháng 1 năm 2021, tại Đại hội đại biểu toàn quốc lần thứ 13 của Đảng Cộng sản Việt Nam, ông được bầu làm ủy viên Ban Chấp hành Trung ương Đảng Cộng sản Việt Nam khóa 13 nhiệm kì 2021–2026.
Ngày 28 tháng 7 năm 2021, tại kỳ họp thứ nhất ông được Quốc hội Việt Nam khóa XV bầu, Chủ tịch nước bổ nhiệm ông làm Bộ trưởng Bộ Giao thông Vận tải Việt Nam nhiệm kỳ 2021–2026 theo đề nghị của Thủ tướng Phạm Minh Chính.
Sáng ngày 21 tháng 10 năm 2022, tại kỳ họp thứ 4 ông được Quốc hội Việt Nam khóa XV miễn nhiệm, Chủ tịch nước đã ký quyết định cho ông thôi giữ chức Bộ trưởng Bộ Giao thông Vận tải Việt Nam nhiệm kỳ 2021–2026 theo đề nghị của Thủ tướng Phạm Minh Chính. Cùng ngày, ông được Bộ Chính trị phân công giữ chức Bí thư Đảng ủy Khối các cơ quan Trung ương, nhiệm kỳ 2020–2025.

## Khen thưởng
- Năm 2009, ông được Bộ Giao thông vận tải trao tặng Kỷ niệm chương "Vì sự nghiệp Giao thông vận tải"[18].
- Năm 2015, ông được Chủ tịch nước CHXHCN Việt Nam tặng Huân chương lao động Hạng III[19], Chính phủ Campuchia tặng Huân chương Hoàng gia Campuchia[20].

## Bê bối

### Vụ BOT Cai Lậy
Theo tài liệu Báo Tuổi trẻ có được công bố vào ngày 4 tháng 12 năm 2017 thì vào ngày 28 tháng 10 năm 2013, ông Nguyễn Văn Thể - Thứ trưởng Bộ Giao thông vận tải Việt Nam - đã ký cùng lúc ba công văn hỏa tốc gửi Hội đồng nhân dân tỉnh Tiền Giang, Ủy ban nhân dân tỉnh Tiền Giang và Đoàn đại biểu Quốc hội tỉnh Tiền Giang về việc "thống nhất vị trí đặt trạm thu phí hoàn vốn dự án đầu tư xây dựng quốc lộ đoạn tránh qua thị trấn Cai Lậy theo hình thức BOT". Tại văn bản này, Bộ Giao thông vận tải Việt Nam cho biết đã nghiên cứu một số vị trí và đề nghị thẳng với tỉnh "có ý kiến thống nhất vị trí đặt trạm thu phí tại km1999+900 trên quốc lộ 1". Vị trí này hoàn toàn nằm ngoài tuyến tránh quốc lộ 1 qua thị trấn (nay là thị xã) Cai Lậy.
Đến ngày 19 tháng 12 năm 2013, ông Thể ký quyết định phê duyệt dự án đầu tư xây dựng công trình quốc lộ 1 đoạn tránh thị trấn Cai Lậy và tăng cường mặt đường đoạn km1987+560 đến km2014, tỉnh Tiền Giang theo hợp đồng BOT. Trong quyết định phê duyệt dự án ngày 19-12-2013 thì có thêm hợp phần "tăng cường mặt đường quốc lộ 1 qua Tiền Giang dài 26,5km, từ km1987+560 đến km2014", bên cạnh hợp phần chính là xây dựng mới tuyến tránh dài 12 km.

### Bê bối "thu phí" thành "thu giá"
Từ khoảng 2018, các trạm thu phí BOT bị biến thành trạm "thu giá". Khi trả lời một số thắc mắc của người dân về thuật ngữ "thu giá BOT", đại diện của Vụ Tài chính (Bộ GTVT) cho biết: Việc chuyển đổi tên gọi từ phí sang giá là theo quy định của Luật phí và lệ phí được QH ban hành ngày 25/11/2015 có hiệu lực từ ngày 1/1/2017.
Trước câu hỏi rằng dư luận đặt vấn đề Bộ GTVT đang đánh tráo khái niệm "thu phí" thành "thu giá", Bộ trưởng GTVT khẳng định: "Không phải do bộ quy định mà do nghị định của Chính phủ quy định. Ví dụ, sản phẩm sản xuất nhà máy thì họ ấn định giá bán, và BOT là 1 sản phẩm của DN..."

### Bê bối vụ cao tốc Trung Lương - Sài Gòn
Theo truyền thông, Bộ Công an đã ban hành kết luận điều tra vụ án "Lừa đảo chiếm đoạt tài sản; vi phạm quy định về quản lý, sử dụng tài sản nhà nước gây thất thoát, lãng phí; lợi dụng chức vụ quyền hạn gây ảnh hưởng đối với người khác để trục lợi," xảy ra tại công ty Yên Khánh, tổng công ty Cửu Long và các đơn vị có liên quan trong việc đấu thầu và thu phí tuyến cao tốc Sài Gòn-Trung Lương.
Báo Tuổi Trẻ 31/8/2020 và nhiều báo khác đếu cho biết Cơ Quan Cảnh Sát Điều Tra Bộ Công An đã chuyển kết luận sang Viện Kiểm Sát Nhân Dân Tối Cao đề nghị truy tố các bị can Đinh La Thăng, cựu bộ trưởng Bộ Giao Thông Vận Tải; bị can Nguyễn Hồng Trường, cựu thứ trưởng Bộ Giao thông Vận tải; Đinh Ngọc Hệ (Út "trọc"), cựu chủ tịch Hội Đồng Quản Trị, kiêm tổng giám đốc công ty Thái Sơn, cùng 17 bị can khác.
Theo đó, cụ thể ngày 31/8/2015, ông Nguyễn Văn Thể đã ký văn bản số 11594 gửi tổng công ty Cửu Long, công ty Yên Khánh, với nội dung chỉ đạo: "Yêu cầu công ty Yên Khánh căn cứ thông báo kết luận của Bộ Giao Thông khẩn trương thực hiện thanh toán theo đúng tiến độ cam kết, giao tổng công ty Cửu Long có trách nhiệm thanh toán theo đúng cam kết." Tiếp đến, ông Thể cũng ký văn bản "có nội dung tương tự."
Cùng với ông Thế, ông Nguyễn Ngọc Đông, thứ trưởng Bộ GTVT cũng đã ký nhiều quyết định "không đúng quy định của pháp luật, hợp thức hóa các nội dung công ty Yên Khánh đề nghị."

## Kỷ luật
Bộ Chính trị, Ban Bí thư ngày 20/11/2024 đã họp xem xét, thi hành kỷ luật tổ chức đảng, đảng viên có vi phạm, khuyết điểm.
Sau khi xem xét đề nghị của Ủy ban Kiểm tra Trung ương, Bộ Chính trị, Ban Bí thư nhận thấy ông Nguyễn Văn Thể (Ủy viên Trung ương Đảng, Bí thư Đảng ủy Khối các cơ quan Trung ương, nguyên Bộ trưởng Bộ Giao thông vận tải - GTVT) đã vi phạm quy định của Đảng, Nhà nước trong thực hiện chức trách, nhiệm vụ được giao.Ông Thể cũng vi phạm quy định trong phòng, chống tham nhũng, tiêu cực; vi phạm quy định những điều đảng viên không được làm và trách nhiệm nêu gương.
Theo Bộ Chính trị, Ban Bí thư, những vi phạm của ông Nguyễn Văn Thể gây hậu quả nghiêm trọng, dư luận xấu, làm giảm uy tín của tổ chức đảng và cơ quan quản lý Nhà nước.
Cũng tại cuộc họp này, Bộ Chính trị, Ban Bí thư xác định Ban cán sự đảng Bộ GTVT nhiệm kỳ 2021-2026 đã vi phạm nguyên tắc tập trung dân chủ, quy định của Đảng, Quy chế làm việc; thiếu trách nhiệm, buông lỏng lãnh đạo, chỉ đạo, để Bộ GTVT và nhiều tổ chức, cá nhân vi phạm quy định của Đảng, Nhà nước trong tổ chức thực hiện một số dự án, gói thầu do Công ty cổ phần Tập đoàn Thuận An thực hiện.
Một số cán bộ, đảng viên, trong đó có cán bộ chủ chốt của Bộ GTVT được xác định vi phạm quy định của Đảng, Nhà nước trong thực hiện chức trách, nhiệm vụ được giao, trong phòng, chống tham nhũng, tiêu cực; vi phạm quy định những điều đảng viên không được làm và trách nhiệm nêu gương.
Theo Bộ Chính trị, Ban Bí thư, vi phạm, khuyết điểm của Ban cán sự đảng Bộ Giao thông vận tải nhiệm kỳ 2021-2026 gây hậu quả nghiêm trọng, nguy cơ thất thoát, lãng phí rất lớn tiền, tài sản của Nhà nước, gây dư luận xấu, làm giảm uy tín của tổ chức đảng và cơ quan quản lý Nhà nước.
Vì thế, Bộ Chính trị quyết định thi hành kỷ luật cảnh cáo ông Nguyễn Văn Thể. Ban Bí thư cũng quyết định cảnh cáo Ban cán sự đảng Bộ Giao thông vận tải nhiệm kỳ 2021-2026.

#### Cho thôi giữ chức ủy viên Trung ương Đảng khóa XIII
Ngày 25-11, Văn phòng Trung ương Đảng đã có thông cáo báo chí về Hội nghị Ban Chấp hành Trung ương Đảng.Ông Nguyễn Văn Thể, ủy viên Trung ương Đảng, bí thư Đảng ủy Khối các cơ quan trung ương, nguyên bộ trưởng Bộ Giao thông vận tải đã vi phạm quy định của Đảng, pháp luật của Nhà nước trong thực hiện chức trách, nhiệm vụ được giao, trong phòng, chống tham nhũng, tiêu cực.
Vi phạm quy định những điều đảng viên không được làm và trách nhiệm nêu gương, gây hậu quả nghiêm trọng, nguy cơ thất thoát, lãng phí tiền, tài sản của Nhà nước, gây dư luận xấu, làm giảm uy tín của tổ chức Đảng, chính quyền địa phương và cơ quan quản lý nhà nước.
Nhận thức rõ trách nhiệm trước Đảng và nhân dân, các ông đã có đơn xin thôi giữ các chức vụ được phân công, nghỉ công tác và hưởng các chế độ, chính sách theo quy định.

#### Nhận xét
- Tiến sĩ giáo dục học Nguyễn Sĩ Dũng, nguyên Phó chủ nhiệm Văn phòng Quốc hội Việt Nam, cho rằng thu giá là một khái niệm hoàn toàn vô nghĩa trong tiếng Việt: "Bạn có thể thu phí, thu nợ, thu ngân... nhưng không thể thu giá, vì giá không phải là thứ để thu được. Giá là biểu hiện bằng tiền của giá trị hàng hóa, dịch vụ. Thu biểu hiện bằng tiền quả thực rất tối nghĩa và ngô nghê".[26]
- Tiến sĩ Hồ Xuân Mai, chuyên gia về ngôn ngữ học tại Viện Khoa học xã hội miền Nam, bày tỏ: "Tôi có nghe nói hai từ "thu giá", nhưng cứ nghĩ ai đó nói cho vui, hoặc bịa ra để đùa nhau nên chẳng để ý...Tôi tra 5 cuốn từ điển tiếng Việt, không thấy 2 từ "thu giá"".[27]

## Quan điểm

### Thu tiền BOT
Bộ trưởng Nguyễn Văn Thể nói về việc thu tiền BOT: "Thời gian qua có vấn đề trạm thu giá BOT là việc hết sức nóng, có thể nói chưa lúc nào nóng như vừa qua nhưng đây là sản phẩm của giai đoạn trước". Ông thừa nhận, nếu "sắp xếp, giải quyết không ổn thoả thì sẽ dẫn đến dư luận quốc tế, dư luận trong nước không tốt, việc đầu tư sẽ gặp khó khăn".

### Bê bối tai nạn đường sắt: 4 ngày xảy ra 5 vụ nghiêm trọng
Tháng 5/2018, khi QH đang họp thì trong 4 ngày liên tiếp xảy ra 5 vụ TNGT đường sắt rất nghiêm trọng gây chấn động dư luận. Ông cho họp kiểm điểm và tuyên bố "tôi nhận trách nhiệm về các vụ TNGT đường sắt". Trước chất vấn của các đại biểu QH về chất lượng đường sắt yếu kém, rệu rã nhưng không được quan tâm đầu tư, ông nhận trách nhiệm "Đường sắt lạc hậu do tham mưu kém"!

## Phát biểu
Trong phiên giải trình về tình hình vi phạm pháp luật và tội phạm xâm phạm an toàn giao thông đường bộ, đường sắt của Uỷ ban Tư pháp sáng 6/3/2019, Bộ trưởng Giao thông Nguyễn Văn Thể nói: "Chúng tôi cũng đề xuất phương án, tất cả những người mất bằng lái xe phải thi lại để tránh tình trạng lợi dụng việc này xin thêm bằng thứ 2, thậm chí bằng thứ 3".